# Bothrops marmoratus
Espèce
Bothrops marmoratus est une espèce de serpents de la famille des Viperidae. 

## Répartition
Cette espèce est endémique de l’État de Goiás au Brésil.

## Description
Bothrops marmoratus mesure de 50 à 60 cm, voire exceptionnellement 80 cm. C'est un serpent venimeux.

## Étymologie
Son nom d'espèce, du latin marmoratus, « marbré », lui a été donné en référence à sa livrée.

## Publication originale
- Da Silva & Rodrigues, 2008 : Taxonomic revision of the Bothrops neuwiedi complex (Serpentes, Viperidae) with description of a new species. Phyllomedusa, vol. 7, n. 1, p. 45-90 (texte intégral).